# Myrrhidendron
Myrrhidendron là chi thực vật có hoa trong họ Apiaceae.